# Luciana Percovich
Luciana Percovich (Gorizia, 25 luglio 1947) è una scrittrice e insegnante italiana, traduttrice e direttrice di una collana di libri sulla storia e la spiritualità femminile È stata definita "una viaggiatrice tra mondi e una tessitrice di connessioni spazio-temporali per la sua capacità di abbracciare ampi orizzonti lontani con un'intuizione amorevole"..

## Biografia
Nata a Gorizia in una famiglia mitteleuropea di lingua italiana con radici culturali e geografiche in Austria e Dalmazia e costretta a lasciare Fiume alla fine della seconda guerra mondiale, ha trascorso l'infanzia e l'adolescenza a Gorizia frequentando gli studi classici. All'età di 18 anni si è recata a Milano per completare la sua formazione, laureandosi nel 1972 in Lingue e Letterature Straniere Moderne all'Università degli Studi di Milano. Da allora ha vissuto e lavorato a Milano come insegnante, traduttrice, autrice e attivista in molti progetti pionieristici del Movimento delle Donne (centri sanitari per le donne, librerie, formazione culturale e politica, case editrici, ecc.).
Durante gli anni universitari, segnati dal movimento studentesco del 1968, incontra i primi gruppi di presa di coscienza femminile che portano la loro critica al centro della struttura sociale, economica e politica. Patriarchal Attitudes (1970) di Eva Figes, uno dei primi testi femministi ad essere letto in Italia, è stato per lei un punto di svolta. Entra a far parte di Lotta Femminista, un gruppo che indaga il ruolo economico invisibile del lavoro femminile non retribuito, e subito dopo un collettivo sul corpo e la salute femminile. Hanno prodotto e pubblicato in proprio Anticoncezionali dalla parte della donna (1974), hanno aperto una delle prime cliniche per la salute delle donne in un quartiere popolare di Milano, alla Bovisa, hanno introdotto la pratica dell'auto-aiuto portata in Italia da Los Angeles e dal Boston Women's Health Collective. Nel giro di un paio d'anni si diffuse in tutta Italia un poliedrico Movimento Donne della Salute, che discusse e promosse l'informazione in convegni nazionali a Milano, Roma, Firenze. Nel 1975 è stata emanata una legge che apre i servizi sanitari pubblici per le donne. Ha detto Luciana Percovich; "Qualunque cosa io abbia fatto, è stata concepita all'interno delle relazioni tra donne, in presenza dei corpi delle donne e nel fluire delle emozioni risvegliate delle donne".Whatever I've done, it's been conceived within women's relations, in presence of women's bodies and in the flowing of awakened women's emotions.
Un piccolo opuscolo, Streghe, ostetriche e infermiere di B. Ehrenreich e D. English portato dagli Stati Uniti – che ricostruiva da una prospettiva totalmente nuova chi erano le streghe e perché venivano bruciate per più di tre secoli - fu tradotto da Luciana e divenne un testo molto popolare. La sua pubblicazione (Le Streghe siamo noi. Il ruolo della medicina nella repressione della donna, 1977) apre la sua prima esperienza editoriale come caporedattore di una collana di libri intitolata "Il Vaso Di Pandora" per La Salamandra Edizioni, casa editrice universitaria di Milano che era, insieme a La Tartaruga Edizioni-Milano e Edizioni delle Donne-Roma, una delle tre case editrici femministe indipendenti dagli anni Settanta in poi.  Questa serie di libri durò fino al 1986 e presentò ai lettori italiani opere come Una letteratura tutta per sé di E. Showalter e Un sentimento per l'organismo, di Evelyn Fox Keller sul premio Nobel Barbara McClintock.
Dal 1975 al 1986 ha fatto parte della Libreria delle donne di Milano, che ha realizzato una serie di pubblicazioni periodiche come veicoli della loro ricerca collettiva politica e culturale (Sottosopra e i Cataloghi del Bookshop), e dei centri femminili di Milano (Collettivo di Via Cherubini, Collettivo di Via Col di Lana, Cicip & Ciciap, Libera Università delle Donne). Viaggiò frequentemente a Roma, Firenze e Pescara e scrisse articoli per le riviste femminili dell'epoca, come Sottosopra, L'Orsaminore, Reti, Lapis, Fluttuaria, Madreperla.

## Opere

### Libri
- Posizioni amorali e relazioni etiche, Melusine, Milano 1993.
- La coscienza nel corpo. Donne, salute e medicina negli anni Settanta, Franco Angeli, Milano 2005.[11]
- Oscure Madri Splendenti. Le origini del sacro e delle religioni, Venexia, Roma 2007[12]
- Colei che dà la vita. Colei che dà la forma. Miti di creazione femminili, Venexia, Roma 2009.[13]
- She who gives life, She who gives form, Venexia, Roma 2021.[14]
- Verso il Luogo delle Origini, Un percorso di ricerca del sé femminile, Scritti 1982–2014, Castelvecchi, Roma 2016.[15]

### Editore
- Donne del Nord/Donne del Sud. Verso una politica della relazione tra diversità, solidarietà e conflitto, Franco Angeli, Milano 1994.[16]
- Theodor G. H. Strehlow, I sentieri dei sogni. La religione degli aborigeni dell'Australia Centrale, Mimesis, Milano 1997.[17]
- Dopo Pechino: Pensare globalmente, Agire localmente (Atti del Convegno), LUD, Milano 1995
- Marija Gimbutas. Venti anni di studi della Dea, Convegno alla Casa Internazionale delle Donne di Roma, 9-10 maggio 2014, Progetto Editoriale Laima, 2015.[18]
- Heide Goettner Abendroth, Madri di Saggezza, La filosofia e la politica degli Studi Matriarcali Moderni, Castelvecchi, Roma 2020.[19]

### Redattore e traduttore
- Le streghe siamo noi, di Barbara Eherenreich-Deirdre English, Celuc Libri/La Salamandra, Milano 1975.[20]
- In sintonia con l'organismo. La vita e l'opera di Barbara Mc Clintock, di Evelyn Fox Keller, La Salamandra, Milano 1987; Castelvecchi, Roma 2017.[21]
- Diario di una Astronauta di Naomi Mitchison, La Tartaruga, Milano 1988; Mondadori Urania, Milano 1995: Castelvecchi, Roma 2013.[22]
- La sapienza della Dea. Miti, meditazioni, simboli e siti sacri, di Dee Poth, Psiche 2, Torino 2010.[23]
- Segni fuori dal Tempo. La vita e l'opera di Marija Gimbutas, di Donna Read e Starhawk, Psiche 2, Torino 2013.[24]
- Nutri i tuoi Demoni. Meditazione guidata e intervista a Lama Tsultrim Allione, Psiche 2, Torino 2013.[25]
- Società di Pace. Matriarcati del Passato, Presente e Futuro, a cura di H. Goettner-Abendroth, Un'Antologia, Castelvecchi, Roma 2018.[26]